# Tribal·lis
Els tribal·lis (en llatí Triballi, en grec antic Τριβαλλοί) eren un poble de Tràcia que sembla que en els seus primers temps van ser una tribu molt forta i poderosa que vivia a la vora del Danubi, però pressionats per altres pobles del nord i de l'oest van minvar i finalment van acabar per desaparèixer. Segons Esteve de Bizanci eren il·liris.

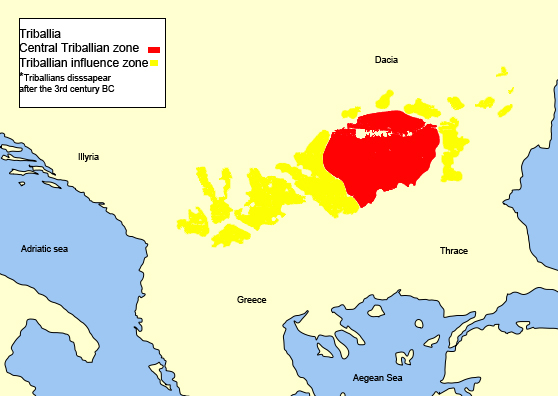
Mapa de Tribàlia

Heròdot parla de la plana Tribàlica, on corra el riu Angrus que s'aboca al Brongos, un afluent del riu Ister (Danubi), i que seria la plana de Kosovo. Precisament a Sèrbia un poble romanitzat porta encara avui dia el nom de tribal·lis.
Tucídides explica que eren independents al començar la guerra del Peloponès i que la seva frontera oriental era el riu Oscios (Oescus pels romans), i limitaven amb els treris i els tilateus. Estrabó diu que vivien en un lloc de pas de les hordes de pobles migrants expulsats per escites, bastarnes i sàrmates de la banda nord de la regió del Danubi, que es van establir a les illes d'aquest riu o van passar a Tràcia. També per la banda est rebien tribus expulsades pels il·liris.
Els tribal·lis apareixen a la història amb la derrota que van infligir al rei dels Odrisis, Sitalces de Tràcia, l'any 424 aC, quan els va voler sotmetre. Sitalces va morir en aquesta batalla, diu Tucídides.
El 376 aC els tribal·lis van creuar les muntanyes de l'Hemus amb trenta mil homes i van avançar al sud cap a Abdera que van saquejar sense oposició, però en retirar-se desorganitzadament amb el seu boti, van ser atacats pels habitants d'Abdera i dos mil tribal·lis van morir. Els tribal·lis, com a revenja, van tornar contra Abdera, però aquesta ciutat s'havia aliat a altres tribus de Tràcia de la rodalia, i va presentar batalla. Els aliats tracis van desertar i els tribal·lis van derrotar els abderians i els van matar i van assetjar la ciutat que no va tenir més remei que rendir-se, quan va aparèixer providencialment Càbries, amb la flota atenenca, que acabava de derrotar a la flota espartana a Naxos. Cabries va obligar els tribal·lis a retirar-se d'Abdera i va deixar a la ciutat una guarnició, segons Diodor de Sicília.
El 339 aC Filip II de Macedònia va derrotar Ateas, rei dels escites del Danubi, i quant retornava a Macedònia carregat de botí a través del país dels tribal·lis, aquestos li van prohibir el pas a menys que els donés la meitat del botí. Filip es va negar i va seguir una dura batalla on Filip en va resultar greument ferit i va estar a punt de morir però el seu fill Alexandre el va salvar al darrer moment. Els tribal·lis van ser finalment derrotats pels macedonis, i van fer submissió a Filip, submissió que potser no va passar de ser nominal.
El 335 aC Alexandre el gran, decidit a fer una demostració de força contra les tribus salvatges abans d'entrar a Pèrsia, va sortir d'Amfípolis, i va creuar l'Hemus, on es va trobar amb un exèrcit traci que fàcilment va derrotar. Llavor Alexandre va avançar contra els tribal·lis, el cap dels quals era llavors Sirmos. Aquest en conèixer l'arribada d'Alexandre es va retirar amb els vells, dones i criatures a una illa del Danubi de nom Peuce on també s'havien refugiat altres tracis. L'exèrcit dels tribal·lis es va quedar en un bosc a la vora del riu Liginos, a uns 3 dies de marxa del Danubi. Van atacar als macedonis en una plana oberta on van ser completament derrotats i van perdre tres mil homes, explica Flavi Arrià. Alexandre va anar llavors en direcció al Danubi, a la part de l'illa Peuce que no va poder ocupar perquè li mancaven barques i els tribal·lis ocupaven posicions fortes a ambdós costats de l'illa. Alexandre va deixar Peuce i va creuar el Danubi per combatre els getes. Mentrestant els tribal·lis van demanar la pau i Alexandre, acabada la campanya contra els getes, els va concedir.
Poc temps després els tribal·lis van ser atacats pels Autariatais, una poderosa tribu il·líria, a la que van quedar sotmesos, després que la majoria dels guerrers morissin o s'haguessin refugiat a territoris mes a l'est diu Estrabó.
El 295 aC els gals, amb només 15.000 infants i 3.000 cavallers van derrotar a un exèrcit combinat de les restes dels tribal·lis i els getes. Els tribal·lis ja van passar a ser només un poble reduït i sense poder i quan els romans van arribar a la regió eren uns pocs milers que vivien a la confluència entre l'Oscos i el Danubi, prop de la ciutat d'Oscos, segons la descripció que en fa Claudi Ptolemeu.
Plini el Vell diu que segons Isígon de Nicea eren practicants de la màgia i que podien mirar a qui els queia malament realitzant l'encanteri del mal d'ull, més als adults que als nens, que n'estaven gairebé immunitzats.